# 蘇敬恆 (主持人)
蘇敬恆（英語：So King Hang，1981年5月21日—），是香港東涌原居民，香港新聞從業員。曾任無綫新聞中國組高級記者，現任香港電台新聞部主任、城市論壇主持人。

## 簡歷
- 1987年9月-1993年6月：就讀聖公會基顯小學。
- 1993年9月-1999年6月：就讀拔萃男書院。
- 1999年9月-2003年6月：修讀香港大學社會科學學士課程。
- 2002年7月-8月：無綫電視實習記者。
- 2003年6月-2004年：香港電台公共事務組節目助理，期間擔任《自由風自由Phone》資料收集暨接線生。
- 2003年9月-2004年6月：修讀香港中文大學全日制新聞學文學碩士學位。
- 2004年6月-2005年1月：香港電台立法會選舉採訪、《議事論事》採訪。
- 2005年2月14日-2010年11月：無綫新聞記者、中國組高級記者、駐廣州記者(與彭國柱、柳俊江輪流駐守)。
- 2010年12月-2015年：香港電台中文新聞部記者。
- 2010年12月-2011年：香港電台駐京記者。
- 2012年7月1日-11月5日：香港電台《鏗鏘集》旁述。
- 2014年8月2日-30日：香港電台《星期六主場》主持人
- 2015年至今：港台電視公共事務組節目主任。[2]
- 2015年9月6日至2021年7月18日：港台電視《城市論壇》主持人，接替謝志峰。[3]「追求真理，向歪理挑機」[4]，主張延續言論自由的維園精神[5]。

- 2016年4月6日至今：港台電視《早辰。早晨》主持人之一。

## 大事記

### 無綫電視
- 2006年至2007年香港會考期間系列報道全過程以及採訪個別人物。[6]
- 2007年5月25日採訪搶包山比賽，並用普通話即時連線中央電視台新聞節目《午夜新聞》。
- 2007年10月報道嫦娥1號升空，成爲首位香港電視記者拍攝到嫦娥1號升空畫面，並獨家專訪嫦娥1號設計師。[7]
- 2007年12月被派往陽江報道宋代商船南海一號打撈後運入水晶宮。
- 2008年1月調動為駐廣州記者並於廣州火車站數日報道由於2008年中國雪災導致鐵路班次受到嚴重延誤，數十萬名旅客滯留於火車站多日等候班次消息。[8]
- 2008年3月首次前往台灣台北和高雄兩地報道總統大選最新狀況。[9][10]
- 2008年4月18日、20日、24日於泰國、吉隆坡與長野等地報道奧運聖火傳送。
- 2008年5月6日抵達東京，報道中共中央總書記兼中國國家主席胡錦濤展開國事訪問。
- 2008年5月12日當晚趕赴汶川大地震現場報道最新消息，是無綫新聞首個抵達及停留最久的記者。[11]其離開之際，慨歎寫下「揮別四川」一文而為人所知。
- 2008年7月6日抵達日本報道第三十四屆八國峰會。
- 2008年11月28日往曼谷採訪人民民主聯盟發動的反政府集會。
- 2009年2月9日到達墨西哥，全程採訪報道時任中共中央政治局常委兼中國國家副主席習近平到訪拉美的14日的行程。其堅守新聞獨立及價值，並適切將他的金句「有些這個吃飽了沒事幹的外國人，對我們的事情指手劃腳」傳回香港報導，隨後引起兩岸三地一陣熱議。[12]
- 2009年9月深入新疆採訪當地騷動事件。[13][14]
- 2010年8月23日赴馬尼拉現場採訪香港旅行團被挾持事件。[15]

### 香港電台
- 2016年4月1日及2日：主持港台電視31特備節目《香港電台接收及啟用模擬電視頻譜》，現場直播亞洲電視結束廣播及香港電台於慈雲山信號發射站的交接程序，並宣佈港台電視模擬信號正式啟用。
- 2016年4月2日：《港台電視Good Show 31 （页面存档备份，存于）》司儀(與方健儀等人共同主持)。
- 2016年8月：主持2016年香港立法會選舉論壇(與黃雅宇共同主持)。
- 2018年3月：主持2018立法會補選論壇。

## 獎項
蘇敬恆於2013年製作《抗日老兵心繫祖國 冀承認身份還鄉 （页面存档备份，存于）》及 《川震家長改口風 感謝國家感謝黨 （页面存档备份，存于）》播出的報道，奪得第18屆人權新聞獎中文電台組優異獎；於2014年更憑藉製作《六四25周年：天安門母親》，奪得第19屆人權新聞獎中文電台報道大獎，隔年再榮獲第7屆中大新聞獎最佳新聞/專題獎(電台組)優異獎。

## 軼事
- 2010年8月23日赴馬尼拉現場連線香港旅行團被挾持事件過程中不慎爆粗口[17]。
- 2012年特首選舉前，採訪星島新聞集團董事長何柱國有關劉夢熊「江湖飯局」之事，遭諷：「你做哪一行？你懂不懂做新聞；你香港電台說話小心一點。」[18]
- 2014年7月5日於港台節目《星期六主場》訪問基本法委員會副主任梁愛詩，過程遭批有預設立場、內容鬼打牆，凸顯事前的準備不周[19][20]，然而也有人緩頰這其實是該節目的一貫風格。
- 2017年7月結束第一季《城市論壇》主持之際，外傳蘇將出任食物及衞生局政治助理[21]。然而疑似受制於建制派人士反對聲浪之下，蘇確定繼續為港台效力[22]。

### 城市論壇
- 2016年1月9日左派傳媒《大公報》與《文匯報》同聲斥責蘇敬恆阻止保衛香港運動發起人傅振中發聲[23][24]。但《香港蘋果日報》指出，當時傅並非講者，同時《大公報》與《文匯報》報導內容多有訛誤[25]。
- 2016年3月10日《大公報》資深評論員高亮節發表社論抨擊港台公器私用，質疑節目內容的客觀性[26]。
- 2016年5月16日《文匯報》引述自由黨議員李梓敬在facebook上批評，蘇敬恆主動為游蕙禎解圍反駁周浩鼎之舉有失公平[27][28]。
- 2016年10月23日西九新動力議員莊永燦不滿主持蘇敬恆數度反問有關三權分立問題，要求蘇：「你別笑得這麼恐怖了，持平一點好嗎？」蘇敬恆面帶微笑回應：「對不起，嚇到你了。」[29][30]

- 2018年4月底 18+Central成人展被政府多個部門「反色情」打壓的28歲女畫家陳嘉秀開班教畫，蘇敬恆為四位學生其一，陳老師也為他畫個人畫像，暱稱「蘇B」,並為蘇敬恆榮升監製2018年9月《城市論壇》題字。[31] 據指陳老師有一臉書賬號"Shing Tan"（城壇）。兩人2019年初始養有一貓叫Bass。

### 引用
1. ↑  .   [2017-07-14]. （原始内容存档于2020-06-15）.
2. ↑  新聞工作消除世人誤解 蘇敬恆 生於亂世有種使命 明報 2015-10-28
3. ↑  .   [2017-07-14]. （原始内容存档于2016-03-05）.
4. ↑  .   [2017-07-14]. （原始内容存档于2016-06-05）.
5. ↑  城市論壇宣傳片 2016-09-30
6. ↑  2006年無綫新聞片段
7. ↑  六點半新聞報道 無綫新聞 2007-10-23
8. ↑  TVB影像資料庫 2008
9. ↑  六點半新聞報道 2008-03-21
10. ↑  .   [2017-07-15]. （原始内容存档于2017-11-08）.
11. ↑  無綫新聞 2008-05-18
12. ↑  .   [2017-07-14]. （原始内容存档于2021-05-07）.
13. ↑  六點半新聞報道 無綫電視 2009-09-05
14. ↑  李家文，2013年，明報出版，《兩岸四地記者親述—國民身分與採訪衝擊 （页面存档备份，存于）》p.36-37
15. ↑  馬尼拉人質事件現場連線畫面 無綫新聞 2010-08-23
16. ↑  .   [2017-07-14]. （原始内容存档于2016-03-05）.
17. ↑  蘇敬恆採訪過程中不慎爆粗口 （页面存档备份，存于） 無綫新聞 2010-08-23
18. ↑  何柱國回應港台記者提問 無綫新聞 2012-03-07
19. ↑  .   [2017-07-14]. （原始内容存档于2014-11-24）.
20. ↑  .   [2017-07-14]. （原始内容存档于2017-09-19）.
21. ↑  新聞界「男神」入熱廚房！　蘇敬恆、吳璟儁料任食衞、政制局政助 香港01 2017-07-28
22. ↑  .   [2017-10-02]. （原始内容存档于2017-10-04）.
23. ↑  .   [2017-07-18]. （原始内容存档于2019-03-06）.
24. ↑  .   [2017-07-18]. （原始内容存档于2019-03-06）.
25. ↑  左報輪流斥節目宣揚「反政府」 （页面存档备份，存于） 蘋果日報 2016-09-15
26. ↑  《城市論壇》緣何如此偏袒？\高亮節 大公資訊 2016-03-10[]
27. ↑  .   [2017-07-20]. （原始内容存档于2020-05-14）.
28. ↑  .   [2017-07-14]. （原始内容存档于2016-05-16）.
29. ↑  .   [2017-07-18]. （原始内容存档于2020-03-02）.
30. ↑  經民聯莊永燦不滿《城論》主持蘇敬恆　「持平啲啦好唔好？」 香港01 2016-10-23
31. ↑  .   [2021-02-14]. （原始内容存档于2019-03-29）.

### 文獻
- 李家文，2013年，明報出版，《兩岸四地記者親述—國民身分與採訪衝擊 （页面存档备份，存于）》

## 外部連結
- 【專訪】新聞工作消除世人誤解 蘇敬恆 生於亂世有種使命 明報副刊 2015-10-28
- 【專訪】《城市論壇》壇主蘇敬恆認老套　在敢言與慎言中走鋼線 香港01 2016-09-25